# 1928 en sports équestres
Chronologie des sports équestres
- 1927 en sports équestres – 1928 en sports équestres – 1929 en sports équestres

Cet article présente les faits marquants de l'année 1928 en sports équestres.

## Événements

### Février
- 12 février 1928 : le ski joëring fait son unique apparition comme sport de démonstration aux Jeux olympiques d'hiver de 1928 à Saint-Moritz (Suisse)[1].

### Août
- 8 août 1928 au 12 août 1928 : épreuves d'équitation aux jeux olympiques à Amsterdam (Pays-Bas)[2].